# Leptaulus madagascariensis
Leptaulus madagascariensis là một loài thực vật có hoa trong họ Cardiopteridaceae. Loài này được Villiers mô tả khoa học đầu tiên năm 1988.